# Mario Radice
Pour les articles homonymes, voir Radice.
Mario Radice (né le 10 août 1898 à Côme et mort le 26 juillet 1987 à Milan) est un peintre italien du XXe siècle, considéré comme l'un des plus grands peintres abstraits italiens.

## Biographie
Mario Radice, avec Manlio Rho, Aldo Galli, Carla Badiali et autres, appartenait au groupe d'art nommé astrattisti Comaschi, une référence au début de l'expérience européenne de l'art abstrait.
Il était fasciné par l'architecture rationaliste et a été l'un des premiers artistes italiens à rompre avec l'art figuratif et à se joindre au mouvement abstrait florissant à l'époque dans toute l'Europe.
Radice a travaillé en étroite collaboration avec des architectes rationalistes italiens importants comme Giuseppe Terragni, Lingeri, Sartoris et Cattaneo), pour atteindre une popularité internationale avec des fresques abstraites réalisées entre 1933 et 1936 pour la célèbre Casa del Fascio de Côme, un bâtiment municipal, chef-d'œuvre de Giuseppe Terragni, bâti pour le parti fasciste. Finalement, les fresques ont été détruites à la fin de la Seconde Guerre mondiale, mais la documentation photographique existe toujours.
Ses œuvres ont été présentées de 1940 à 1979 dans neuf Biennales de Venise où il a été exposé dans une salle personnelle à trois reprises. Récemment (2007) certaines de ses œuvres ont été incluses dans deux grandes expositions qui se sont tenues au  Palais royal de Milan.
Comme les œuvres de l'autre fondateur de l'école italienne abstraite, Manlio Rho, est reconnaissable par la pureté et l'harmonie de ses formes géométriques dans des couleurs chaudes.
Les œuvres de Mario Radice peuvent être vues dans les collections permanentes de nombreux musées d'art moderne, comme ceux de Milan, Trente, Rovereto, Turin et Rome.